# エルスワース山脈
エルスワース山脈（エルズワースさんみゃく、英: Ellsworth Mountains）は、南極大陸の山脈。

## 概要
南極の山脈は南極圏に入らない南極半島などの一部を除きほとんどが雪氷原の下にあるが、なかでもエルスワース山脈は雪氷原から突出して現れ、南極アンデスの中でも最も高い山脈部を形成している。南極半島のつけ根にあたるエルスワースランド（英: Ellsworth Land）とウェッデル海岸のエディスロンネランド（英: Edith Ronne Land）に位置し、長さは260km、幅は24kmで連なっている。
いわゆる南極アンデスは、西南極のマリーバードランドからウェッデル海のロンネ棚氷を西側で囲むように北へ延びる南極半島から、南極横断山脈へ合流し、ヴィクトリアランドのロス海の西岸にあるアダレー岬（英: Cape Adare）まで続いている。地質学的には新期造山帯であるアンデス山脈が南極大陸まで延びた延長部とみなされ、環太平洋火山帯の最も南部の弧を形成する。なお、南極横断山脈はウェッデル海を東側で囲むようにコーツランドへ延びる。
ミネソタ氷河（英: Minnesota Glacier）を境にして、この山脈を南北に分けている。氷河の南をヘリテージ山脈（英: Heritage range）、北をセンチネル山脈（英: Sentinel range）と呼ぶ。チリが主張する南極領内にかかっており、アルゼンチンが主張する南極領やイギリスが主張する南極領にはかかっていない。
山脈には、南極大陸最高峰のヴィンソン・マシフ（Vinson Massif：4,892m）がある。アメリカ合衆国のサイプル基地（Saiple Base）はここから最も近い南極観測基地。
1935年に、リンカーン・エルズワースの南極大陸横断飛行中に発見された。

## ギャラリー

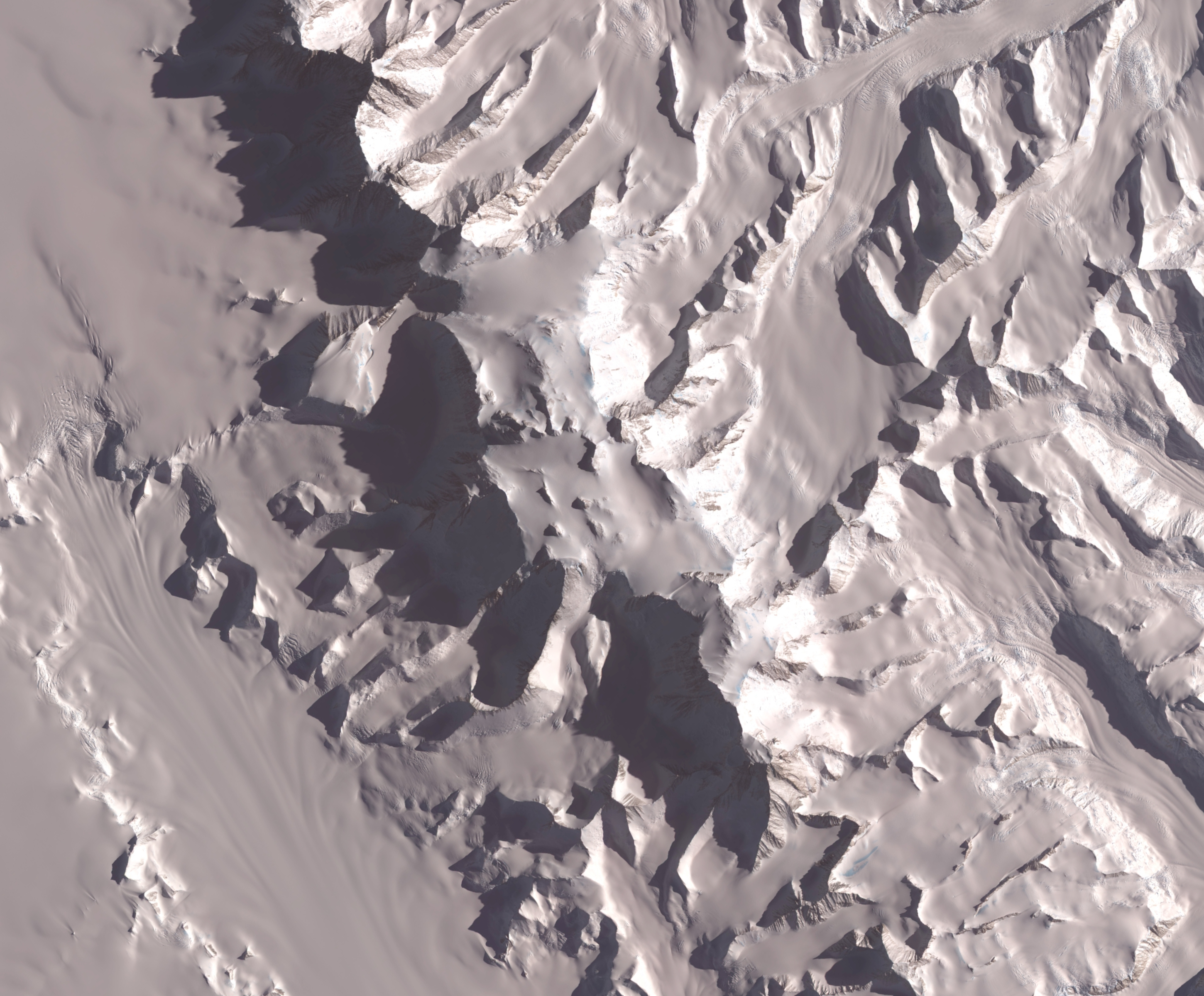
ヴィンソン高原（英語版）の中にあるエルスワース山脈の衛星写真（NASA）
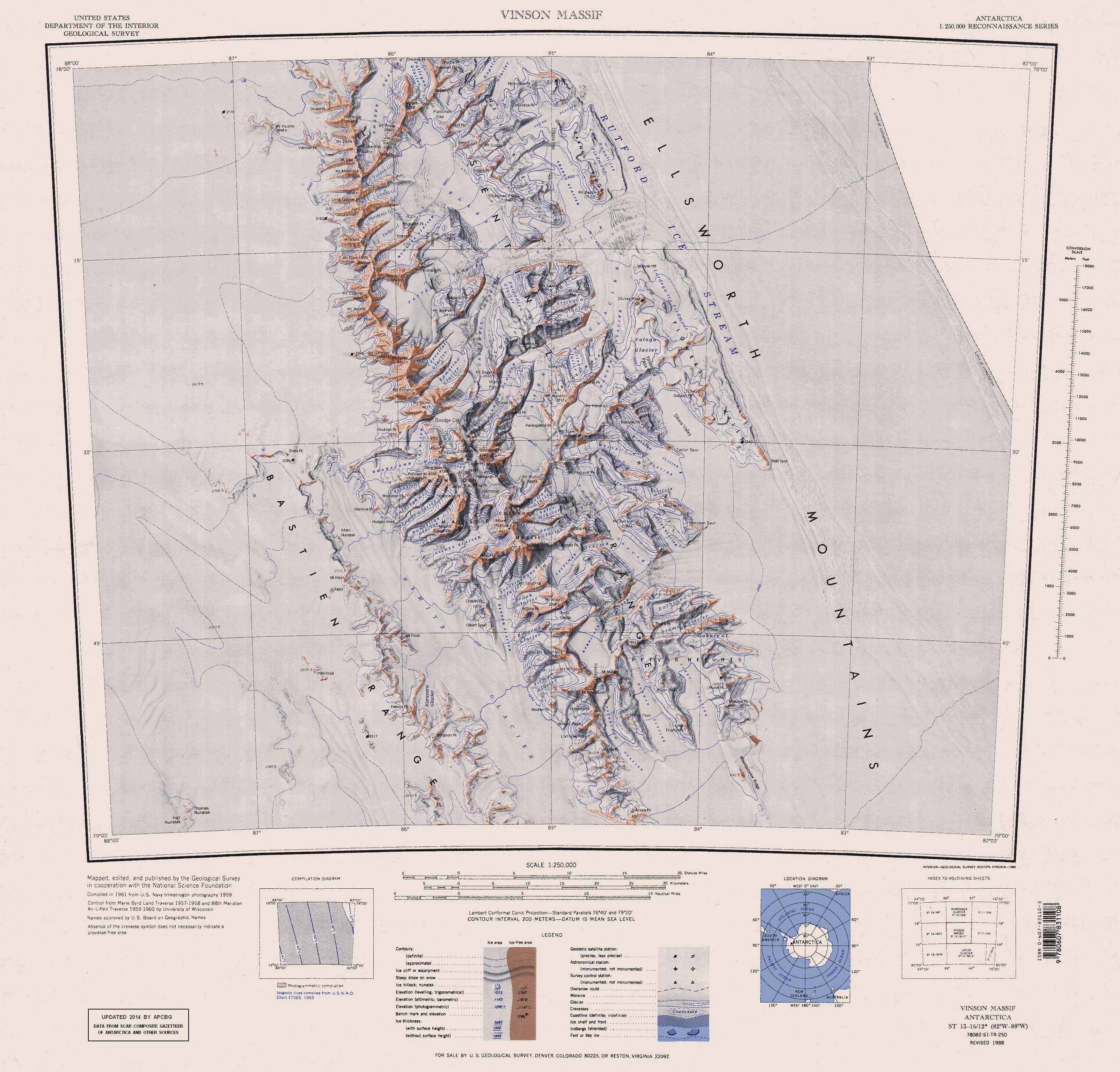
ヴィンソン高原の地図。

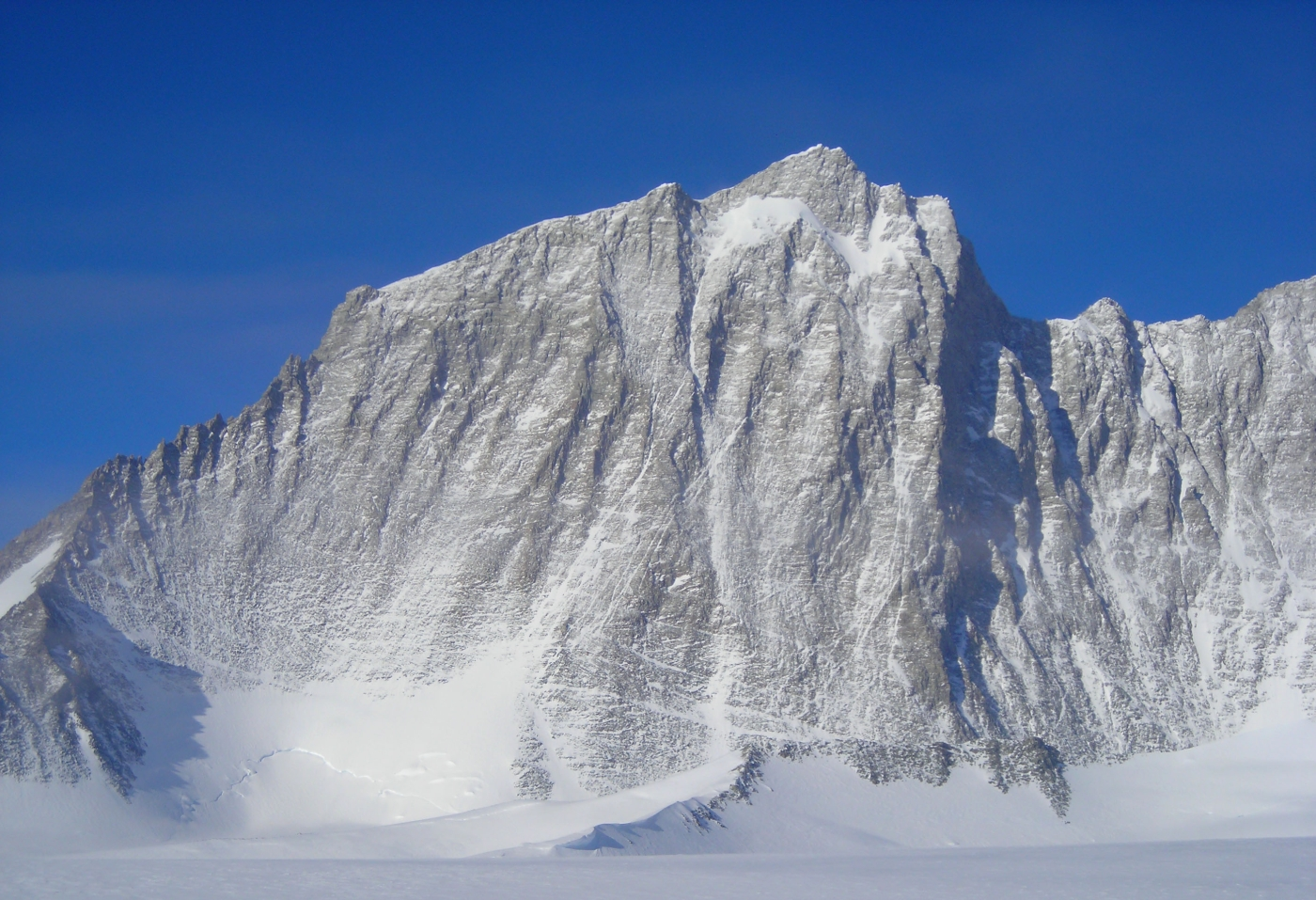
ガードナー山（英語版）
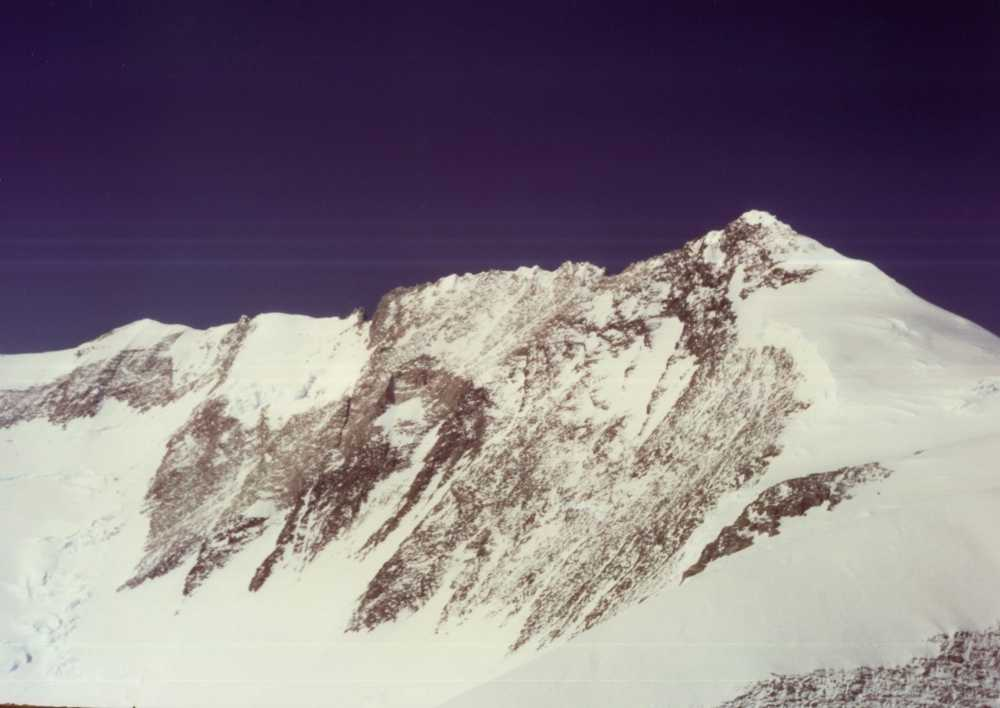
プレス山（英語版）
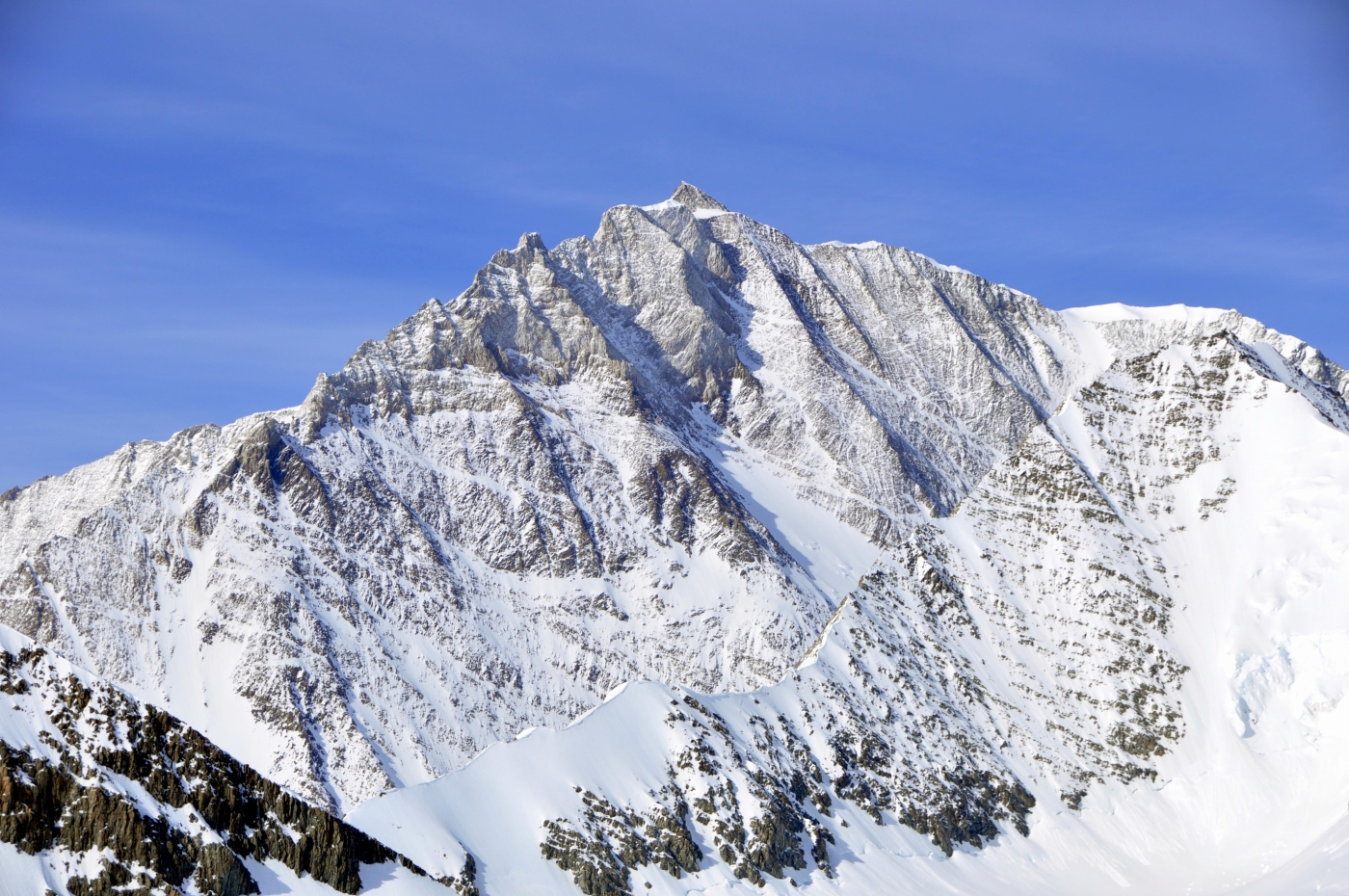
シン山
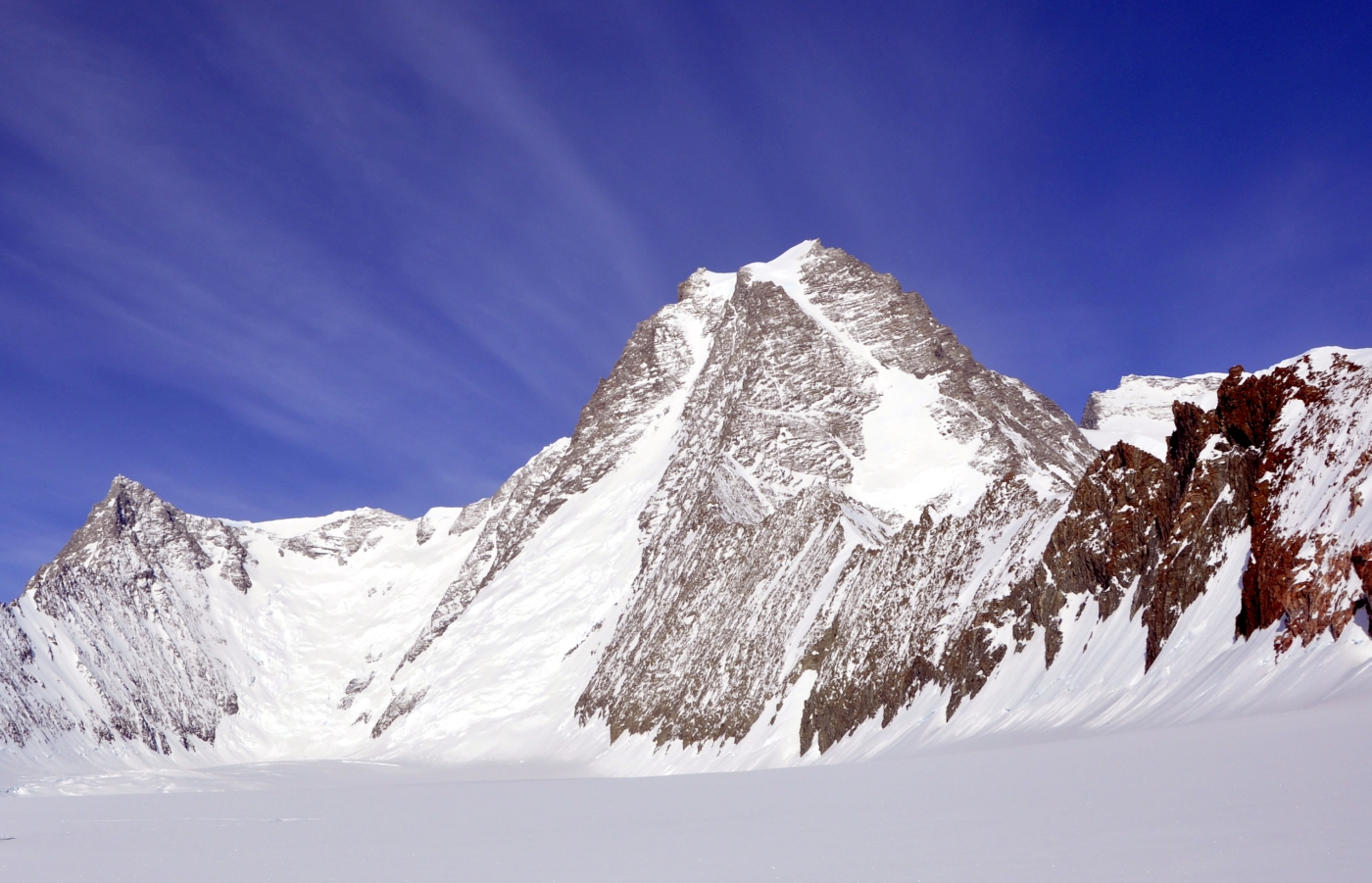
タイリー山
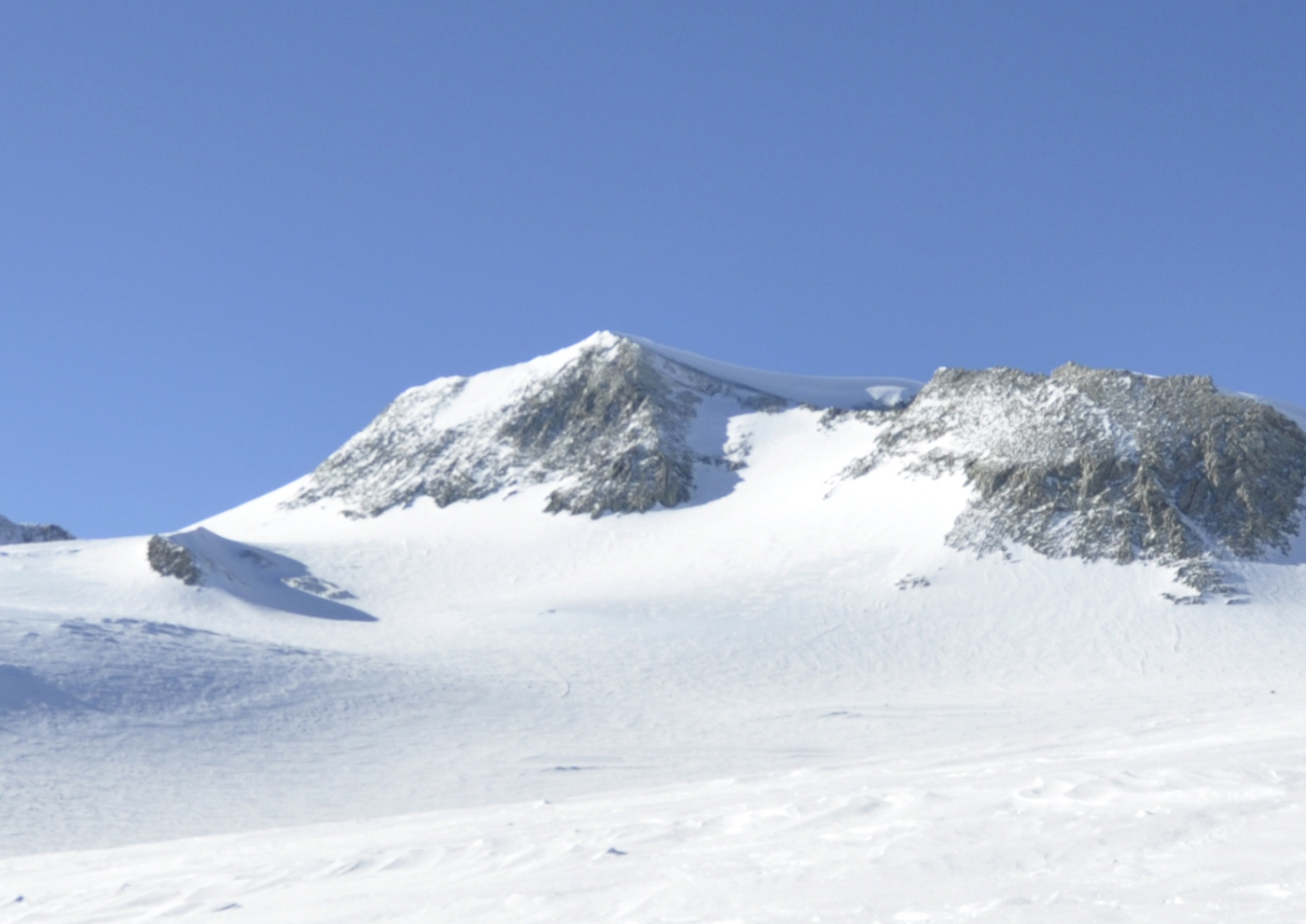
ヴィンソン山